# Winter Thrice
Winter Thrice (2016) is het tiende studioalbum van de Noorse progressieve metalgroep Borknagar. Het album werd uitgebracht op Century Media Records. Het is het enige album met drummer Baard Kolstad (later drummer bij Leprous) en het laatste album met zanger Vintersorg en gitarist Jens F. Ryland.

## Tracklist
1. The Rhymes of the Mountain (Brun) - 6:41
2. Winter Thrice (Brun) - 6:13
3. Cold Runs the River (Hedlund/Brun) - 5:52
4. Panorama (Nedland) - 5:51
5. When Chaos Calls (Hedlund/Brun) - 7:02
6. Erodent (Brun) - 6:56
7. Noctilucent (Hedlund/Brun) - 3:54
8. Terminus (Hedlund/Brun) - 7:07

## Medewerkers

### Muzikanten
- ICS Vortex (Simen Hestnæs) - zang
- Vintersorg (Andreas Hedlund) - zang
- Øystein G. Brun - gitaar
- Jens F. Ryland - gitaar
- Lars A. Nedland - zang, keyboard
- Baard Kolstad - drums

### Extra muzikanten
- Kristoffer Rygg  - zang (op nummers 2, 8)
- Simen Daniel Børven - basgitaar
- Pål Mathiesen - zang (op nummer 6)

### Overige
- Jens Bogren - mixen, mastering
- Christophe Szpajdel - logo